# 上海纺织集团
上海纺织集团是受上海市国资委监管的一家纺织企業。

## 歷史
1950年7月1日，华东军政委员会财政经济委员会纺织工业部改组为华东纺织营理局（华纺局），受中央人民政府纺织工业部管理，總部位於上海南京西路104号金门大酒店。
1954年4月，上海市人民政府纺织工业营理局（上纺局）成立，总部位於中山东一路27号，1955年迁至四川中路294号。上海市人民政府纺织工业营理局負責將上海纺织工业民族资本和手工纺织业改造成國企，並管理這些國企。
1958年2月，华东纺织营理局与上海市人民政府纺织工业营理局合并成上海市纺织工业局，办公地点迁至中山东一路24号。
文化大革命時期，造反派夺权。1968年1月，上海市纺织工业局革命委会员成立，1978年，上海市纺织工业局革命委会员撤销，上海市纺织工业局恢复。
1995年，上海市纺织工業局转制为上海纺织集团。